# Namiquipa
Namiquipa é uma cidade do estado de Chihuahua, no México.
Sua origem vêm de uma vila indígena chamada Namiquipa,onde missionários Franciscanos estabeleceram uma missão em 1763 chamada San Pedro de Alcántara de Namiquipa.
Namiquipa virou cidade em 1778.